# Voetbalkampioenschap van Lübeck-Mecklenburg 1922/23
In 1922/23 werd het 1ste voetbalkampioenschap van Lübeck-Mecklenburg gespeeld, dat georganiseerd werd door de Noord-Duitse voetbalbond. 
Lübecker BV 03 werd kampioen en plaatste zich voor de Noord-Duitse eindronde. De club verloor in de eerste ronde met 1-5 van FC Union 03 Altona.  

## Kreisliga
| Plaats | Club                    | Wed. | W  | G | V  | Saldo | Ptn   |
| ------ | ----------------------- | ---- | -- | - | -- | ----- | ----- |
| 1.     | Lübecker BV 03          | 14   | 12 | 0 | 2  | 44:18 | 24:4  |
| 2.     | Schweriner FC 03        | 14   | 10 | 1 | 3  | 52:16 | 21:7  |
| 3.     | VfR Lübeck              | 14   | 8  | 1 | 5  | 34:28 | 17:11 |
| 4.     | TV Gut Heil 1876 Lübeck | 14   | 7  | 2 | 5  | 24:26 | 16:12 |
| 5.     | Lübecker TS             | 14   | 5  | 2 | 7  | 28:32 | 12:16 |
| 6.     | Rostocker FC 1895       | 14   | 5  | 2 | 8  | 30:37 | 12:16 |
| 7.     | VfL Schwerin            | 14   | 2  | 2 | 10 | 18:38 | 6:22  |
| 8.     | VfR Rostock             | 14   | 1  | 2 | 11 | 12:47 | 4:24  |

|  | Kampioen                     |
|  | Play-off promotie/degradatie |

## Promotie/degradatie play-off
Heen
|  |             |       |              |         |
|  | VfR Rostock | 0 – 2 | MTV Oldesloe | Rostock |
|  |             |       |              | Rostock |

Terug
|  |              |       |             |              |
|  | MTV Oldesloe | 4 – 1 | VfR Rostock | Bad Oldesloe |
|  |              |       |             | Bad Oldesloe |